# 女主播的懲罰
《女主播的懲罰》（日语：／ Joshi ana no batsu */?）是日本TBS電視台自2012年7月16日起至2014年3月26日，每周播出一次的深夜綜藝節目，以TBS自家之年輕女性播報員作為主題對象，每集由不同的女主播參與競賽，並且選出最後一名進行懲罰遊戲。该节目期望利用綜藝節目的方式，揭露女主播們在工作之餘不為人知的真實面，並且提升TBS女主播群的全球知名度。

## 簡介
《女主播的懲罰》是基於「TBS的女主播們沒有氣場、沒有知名度、沒有魅力、又沒有自覺。要給這些渾渾噩噩的女主播們愛的逞罰，讓她們成為優秀女主播們的節目」的企劃而推出，由搞笑藝人綠洲二人組大久保佳代子與三明治人伊達幹生擔任主持人，旁白則為三明治人另一位成員富澤岳史。至於節目的重點——TBS的女主播，則是每集以來賓的身份自播報部中選擇數人參與；有時也會配合節目需要，邀請其他特別來賓擔任評審或指導等角色。
《女主播的懲罰》每集採用不同的競賽項目來選出表現最差的女主播，進行丟臉的懲罰遊戲，並且以真的會貫徹懲罰遊戲內容的嚴厲程度聞名。參與節目的成員，大都是TBS電視台的年輕或新進女主播。在經常參與節目演出的女主播名單中，除了原本就擁有較高知名度的田中美奈實（田中みな実）之外，擁有波蘭血統、原本以主持晨間資訊節目為主的加藤希爾薇婭也因為經常在節目中慘敗受罰，反而在一般觀眾間打開了知名度。
《女主播的懲罰》主要是由TBS電視台在關東廣域圈播出，TBS電視網部分成員台也會延遲數週播出。節目初播時原本是被安排在星期一深夜的冷門時段（26:04 - 26:34；以下均為日本時間）；但因為反應不壞而於2012年10月起異動到星期五深夜的較熱門時段（25:25 - 25:55），並且順利成為同時段收視率最高的節目，在10月26日深夜的播出中創下開播以來最高的3.1%收視率。進入2013年之後，節目在第一季（1至3月）曾異動到週一深夜較初播時更晚的時段（26:34 - 27:04），第二季起移動至週三深夜時段播出（25:28 - 25:58）。
除了電視頻道中的節目播放外，《女主播的懲罰》也在YouTube開設官方頻道，除了提供電視節目內容的精簡版本影片外，也有網路版專屬的原創內容，推出與電視節目中不同的影片企畫。透過網路上的互動，觀眾可以透過投票、點播率、評價與回饋意見等方式與節目互動，甚至決定哪位女主播要成為接受「隱藏懲罰」（ウラの罰）的人選。

## 演出者

### 主持人
- 大久保佳代子（綠洲二人組（日语：オアシズ））
- 伊達幹生（日语：伊達みきお）（三明治人）

### 旁白
- 富澤岳史（日语：富澤たけし）（三明治人）

### TBS女主播
下列依在籍資歷排序。
- 水野真裕美（日语：水野真裕美）（第8集起）
- 江藤愛（日语：江藤愛）（第7集起）
- 田中美奈實（第1集起）
- 小林悠（第2集起）
- 佐藤渚（日语：佐藤渚）（第2集起）
- 古谷有美（第4集起）
- 吉田明世（日语：吉田明世）（第2集起）
- 林美奈穗（第17集起）
- 小林由未子（第64集起）

曾演出者
- 出水麻衣（日语：出水麻衣）（僅第1集）
- 枡田繪理奈（僅第1集）
- 加藤希爾薇婭（日语：加藤シルビア）（第1－32集[5]）

## 各集內容

### 電視版
演出來賓的女主播們名字後方的數字，代表其參與演出與受到懲罰的次數。「初」代表初次演出或受罰。
| 節目企畫內容 - 2012年                          | 節目企畫內容 - 2012年 | 節目企畫內容 - 2012年                                                                                | 節目企畫內容 - 2012年                                 | 節目企畫內容 - 2012年                         | 節目企畫內容 - 2012年                                                                                |
| 集                                             | 播放日期              | 來賓/特別來賓                                                                                        | 企畫                                                  | 受懲罰 女主播                                 | 懲罰遊戲                                                                                             |
| ---------------------------------------------- | --------------------- | --- | ----------------------------------------------------- | --------------------------------------------- | --- |
| 1                                              | 7月16日               | 出水麻衣（初） 加藤Sylwia（加藤シルビア，初） 枡田繪理奈（初） 田中美奈實（田中みな実，初）                                | 喜歡的女主播街頭調查in原宿 （好きな女子アナ街頭調査in原宿）                       | 加藤Sylwia（初）                              | 穿著E.T.布偶裝從住處騎自行車到TBS上班                                                                |
| 2                                              | 7月23日               | 加藤Sylwia（2） 田中美奈實（2） 佐藤渚（初） 小林悠（初） 吉田明世（初）                             | 女主播的個人履歷檢查 （女子アナプロフィールチェック）                             | 田中美奈實（初）                              | 在新宿西口街頭用饒舌歌手裝扮賣聲演唱節目原創曲《垃圾混蛋feat.下流混蛋》（クソ野郎feat.ゲス野郎）                          |
| 3                                              | 7月30日               | 加藤Sylwia（3） 田中美奈實（3） 佐藤渚（2） 小林悠（2） 犬走比佐乃                                   | 私服突襲檢查 （ドッキリ私服チェック）                                     | 小林悠（初）                                  | 將原本要作為（冒牌）服裝比賽的決勝洋裝交由綽號「琴別府」、渾身大汗的節目導播高岡換穿，結果衣服被撐破 |
| 4                                              | 8月6日                | 田中美奈實（4） 吉田明世（2） 古谷有美（初）                                                         | 髒兮兮的美食報導 （汚れグルメリポート）                                 | 吉田明世（初）                                | 在TBS電視台內的電梯裡角色扮演「粉紅淑女」進行個人卡拉OK演唱會                                        |
| 5                                              | 8月13日               | 加藤Sylwia（4） 田中美奈實（5） 小林悠（3） 吉田明世（3） 古谷有美（2） 安東弘樹                     | 報導對決 in 九十九里濱 （リポート対決 in 九十九里浜）                           | 吉田明世（2）                                 | 在頭上戴滿海帶芽扮演「海帶芽貞子」（ワカメの貞子）爬過九十九里濱的沙灘                                           |
| 6                                              | 8月20日               | 加藤Sylwia（5） 田中美奈實（6） 小林悠（4） 吉田明世（4） 古谷有美（3）                              | 誰是不會畫圖的女主播！？in 九十九里濱 （絵が下手な女子アナは誰だ!? in 九十九里浜）            | 加藤Sylwia（2） 小林悠（2） 吉田明世（3）     | 東西收拾乾淨之後，（不搭外景車）自己想辦法回公司去                                                   |
| 7                                              | 8月27日               | 加藤Sylwia（6） 田中美奈實（7） 江藤愛（初） 古谷有美（4） 四方聰                                    | 烹飪對決 （料理対決）                                         | 江藤愛（初）                                  | 自費負擔全體外景演員與工作人員的午餐費                                                               |
| 8                                              | 9月3日                | 水野真裕美（初） 加藤Sylwia（7） 江藤愛（2） 古谷有美（5）                                           | 誰是沒體力也沒運動神經的女主播？女主播認真體育祭 （体力・運動神経のない女子アナは誰だ 女子アナ・ガチ体育祭） | 水野真裕美（初）                              | 打扮成漫畫《巨人之星》（巨人の星）中的主角星飛雄馬，與父親星一徹一起搭電車回家。                             |
| 9                                              | 9月10日               | 水野真裕美（2） 加藤Sylwia（8） 小林悠（5） 田村惠里（初）                                           | 女主播學力測驗 （女子アナ学力テスト）                                   | 小林悠（3）                                   | 打扮成傻瓜坂田（アホの坂田）的模樣到赤坂Sacas娛樂遊客。                                                        |
| 10                                             | 月24日                | 無                                                                                                   | 2012年上半年懲罰遊戲總回顧篇 （2012年上半期罰ゲーム総集編）                     | 無                                            | 無                                                                                                   |
| 11                                             | 10月5日               | 水野真裕美（3） 田中美奈實（8） 小林悠（6） 佐藤渚（3） 古谷有美（6） 吉田明世（5）                  | 卡拉OK對決 （カラオケ対決）                                       | 佐藤渚（初）                                  | 在街頭模仿美國嘻哈歌手M.C.哈莫（MC Hammer）跳舞                                                      |
| 12                                             | 10月12日              | 吉田明世（6） 田中美奈實（9） 佐藤渚（4）                                                            | 整人反應對決 （ドッキリリアクション対決）                                     | 佐藤渚（2）                                   | 對著攝影機鏡頭扮鬼臉時，突然被惡整朝著臉部砸鮮奶油派                                                 |
| 13                                             | 10月19日              | 加藤Sylwia（9） 田中美奈實（10） 佐藤渚（5） 吉田明世（7） 田村惠里                                  | 味覺判斷對決 （味覚判断対決）                                     | 加藤Sylwia（3） 田中美奈實（2） 吉田明世（4） | 街頭機器人舞 in 麻布十番                                                                             |
| 14                                             | 10月26日              | 加藤Sylwia（10） 田中美奈實（11） 江藤愛（3） 吉田明世（8） 田村惠里                                 | 秋季私服時尚突襲檢查 （秋の抜き打ちファッションチェック）                             | 加藤Sylwia（4）                               | 扮成女神卡卡出門上班                                                                                 |
| 15                                             | 11月2日               | 加藤Sylwia（11） 田中美奈實（12） 佐藤渚（6） 古谷有美（7） 吉田明世（9） Yuko Sumida Jackson        | 誰不會跳舞？女主播舞蹈對決 （踊れないの誰だ！？女子アナダンス対決）                       | 佐藤渚（3）                                   | 一個人到真的很危險的靈異場所（荒廢的學校）試膽                                                       |
| 16                                             | 11月9日               | 加藤Sylwia（12） 江藤愛（4） 古谷有美（8） 吉田明世（10）                                            | 連靠本能的動物都會愛上 心地最美的女主播檢查 （）      | 古谷有美（初） 吉田明世（5）                  | 跟Daana（ダーナちゃん，一隻體長4公尺的非洲岩蟒）變得要好                                                         |
| 17                                             | 11月16日              | 加藤Sylwia（13） 林美奈穗（林みなほ，初）                                                                    | 卡西歐女主播高爾夫球認真對決 (カシオ　女子アナガチゴルフ対決）                      | 加藤Sylwia（5）                               | 打扮成河童在球場水池中開飲酒會                                                                       |
| 18                                             | 11月23日              | 加藤Sylwia（14） 林美奈穗（2） 越田泰羽                                                              | 林與泰羽的高爾夫對決 （林と泰羽のゴルフ対決）                             | 加藤Sylwia（6） 林美奈穗（初）                | 打扮成巨人馬場和安東尼奧·豬木在高爾夫擊球場練球                                                      |
| 19、20                                         | 11月30日、 12月7日    | 加藤Sylwia（15） 田中美奈實（13） 小林悠（7） 佐藤渚（7） 古谷有美（9） 吉田明世（11） 林美奈穗（3） | 女主播衍生商品企畫對決 （女子アナグッズプレゼン対決）                           | 古谷有美（2）                                 | 打扮成眼珠老爹在TBS商店門口叫賣庫存紀念品                                                            |
| 21                                             | 12月14日              | 加藤Sylwia（16） 小林悠（8） 古谷有美（10） 吉田明世（12） 新夕悅男                                  | 即席實況報導對決 （アドリブ実況対決）                                 | 吉田明世（6）                                 | 打扮成吉川晃司邊唱《Monica》邊洗車                                                                   |
| 22                                             | 2012年 12月21日       | 無                                                                                                   | 旁白富澤精選懲罰遊戲總集                              | 無                                            | 無                                                                                                   |
| 1. 2. 3. 4. 5. 6. 7. 8. 9. 10. 11. 12. 13. 14. |                       | |                                                       |                                               | |

| 節目企畫內容 - 2013年 | 節目企畫內容 - 2013年 | 節目企畫內容 - 2013年                                                 | 節目企畫內容 - 2013年                              | 節目企畫內容 - 2013年 | 節目企畫內容 - 2013年 |
| 集                    | 播放日期              | 來賓/特別來賓                                                         | 企畫                                               | 受懲罰 女主播         | 懲罰遊戲              |
| --------------------- | --------------------- | --------------------------------------------------------------------- | -------------------------------------------------- | --------------------- | --------------------- |
| 23 24                 | 1月21日 1月28日       | 林美奈穗 吉田明世 古谷有美 佐藤渚 加藤Sylwia                          | 女主播新春隱藏才藝大會 （新春かくし芸大会）                        | 加藤Sylwia（7）       | 最新！高岡式按摩      |
| SP I                  | 1月26日               | 加藤Slywia 江藤愛 田中美奈實 小林悠 佐藤渚 古谷有美 吉田明世 林美奈穗 | Sylwia軍對美奈實軍 嚴加懲罰的不仁不義之戰特集 （シルビア軍vsみな実軍 罰をかけた仁義なき戦いSP） | 田中美奈實（3）       | 化妝成赤鬼灑豆子      |

### 網路版
在《女主播的懲罰》YouTube官方頻道上播放的影片，除了一部分是電視版的精選摘錄或企畫預告外，也有網路版原創、並未在電視節目中播出的影片版本。有別於電視版有大久保與伊達兩位主持人負責串場工作，網路版的原創影片大都是由女主播們自行擔任主持人進行演出。

#### 衍生企畫
| 衍生企畫各集內容                                                                                   | 衍生企畫各集內容 | 衍生企畫各集內容                                   | 衍生企畫各集內容     |
| 集數                                                                                               | 企劃內容         | 參與來賓                                           | 附註                 |
| -------------------------------------------------------------------------------------------------- | ---------------- | -------------------------------------------------- | -------------------- |
| 第1彈：私物突襲檢查！ 由女主播自行擔任主持人，突襲檢查其他女主播平日攜帶的手提包與錢包內容物。     |                  |                                                    |                      |
| 1                                                                                                  | 佐藤渚 編        | 田中美奈實（主持人）、佐藤渚、吉田明世、加藤Sylwia |                      |
| 2                                                                                                  | 吉田明世 編      | 田中美奈實（主持人）、佐藤渚、吉田明世、加藤Sylwia |                      |
| 3                                                                                                  | Sylwia & 田中 編 | 田中美奈實（主持人）、佐藤渚、吉田明世、加藤Sylwia |                      |
| 4                                                                                                  | 新人、林 編      | 加藤Sylwia（主持人）、林美奈穗、小林悠             |                      |
| 5                                                                                                  | 小林悠 編        | 加藤Sylwia（主持人）、林美奈穗、小林悠             |                      |
| 第2彈：女主播角色扮演留言！（女子アナシチュエーションメッセージ） 由女主播角色扮演不同人物，替準備應考的考生打氣的情境模擬留言短片。 |                  |                                                    |                      |
| 1                                                                                                  | 古谷有美 編      | 古谷有美                                           | 扮演角色：同學       |
| 2                                                                                                  | 加藤Sylwia 編    | 加藤Sylwia                                         | 扮演角色：姊姊       |
| 3                                                                                                  | 吉田明世 編      | 吉田明世                                           | 扮演角色：妹妹       |
| 4                                                                                                  | 小林悠 編        | 小林悠                                             | 扮演角色：家庭教師   |
| 5                                                                                                  | 江藤愛 編        | 江藤愛                                             | 扮演角色：學姐       |
| 6                                                                                                  | 田中美奈實 編    | 田中美奈實                                         | 扮演角色：學妹       |
| 7                                                                                                  | 林美奈穗 編      | 林美奈穗                                           | 扮演角色：學姐       |
| 8                                                                                                  | 佐藤渚 編        | 佐藤渚                                             | 扮演角色：大學的學姐 |

#### 隱藏懲罰
在電視版的節目中，比賽項目的勝敗是由主持人與擔任裁判的特別來賓決定，但是在網路版中相同的競賽過程會以觀眾投票方式，來決定表現最差、應該接受懲罰的女主播人選。每一個隱藏懲罰的企畫都會先播出一段由全體參賽女主播進行對談的片段，而每位參賽的女主播又會有一段個人反拉票（不要投票給我）的推廣影片，在投票活動經過一段時間彙整全體成員的得票數之後，選出得票數最高的成員、播出進行懲罰的影片。
| 隱藏懲罰各集內容 | 隱藏懲罰各集內容       | 隱藏懲罰各集內容                                                     | 隱藏懲罰各集內容                                              |
| 集數             | 企劃內容               | 參與來賓                                                             | 懲罰對向/懲罰方式                                             |
| ---------------- | ---------------------- | -------------------------------------------------------------------- | ------------------------------------------------------------- |
| 1                | 舞蹈對決               | 加藤Sylwia、吉田明世、古谷有美、佐藤渚、田中美奈實                   | 田中美奈實 「箱子裡是什麼」（箱の中身はなんだろな！！）猜謎與克服恐懼挑戰不敢吃的食物 |
| 2                | 高爾夫對決             | 加藤Sylwia、林美奈穗                                                 | 林美奈穗 打扮成河童挑戰體能競賽節目《極限體能王SASUKE》       |
| 3                | 女主播衍生商品企畫對決 | 林美奈穗、加藤Sylwia、吉田明世、古谷有美、佐藤渚、小林悠、田中美奈實 | 古谷有美 超痛腳底按摩                                         |
| 4                | 即席報導對決           | 吉田明世、古谷有美、小林悠、加藤Sylwia                               |                                                               |

## 工作人員
- 總製作人：
  - 笠原啓
- 製作人：
  - 菊野浩樹
  - 田村惠里（在節目中另有綽號「Bonsoir田村」）
- 節目構成：
  - Maccoi齋藤（マッコイ斉藤）
- 導播：
  - 上原一節
  - 高岡猛
  - 川島優子
  - 寺田裕樹

## 外部連結
- 《女主播的懲罰》官方網站 （页面存档备份，存于）（日語）
- 《女主播的懲罰》官方Youtube頻道 （页面存档备份，存于）（日語）